# Ebert Wolf der Ältere
Ebert Wolf der Ältere (auch: Eberhard Wolf, Eckbert Wulf, Wulff und andere Namensvarianten, * um 1535/1540 in Hildesheim; † 1606/1607 ebenda) war ein deutscher Bildhauer. Er schuf in zahlreichen Orten Niedersachsens vor allem Grabmäler.

## Leben und Werk
Wolf ist der Vater von drei Söhnen Ebert Wolf dem Jüngeren, Hans Wolf und Jonas Wolf, die gleichfalls als Bildhauer tätig waren. Er wurde in den Schoßregistern von Hildesheim erstmals 1568 erwähnt. 1579 arbeitete er an der dortigen Ratsapotheke.
Nachdem sich Wolf 1603 mit seinen Söhnen in Bückeburg niedergelassen hatte, schuf er 1604 den (nicht erhaltenen) Brunnen vor Schloss Bückeburg und arbeitete auch für die Bückeburger Stadtkirche.
Wolf hinterließ darüber hinaus Grabmäler in Einbeck, Braunschweig, Harbke, Loccum und Suderode.